# الهلبوت

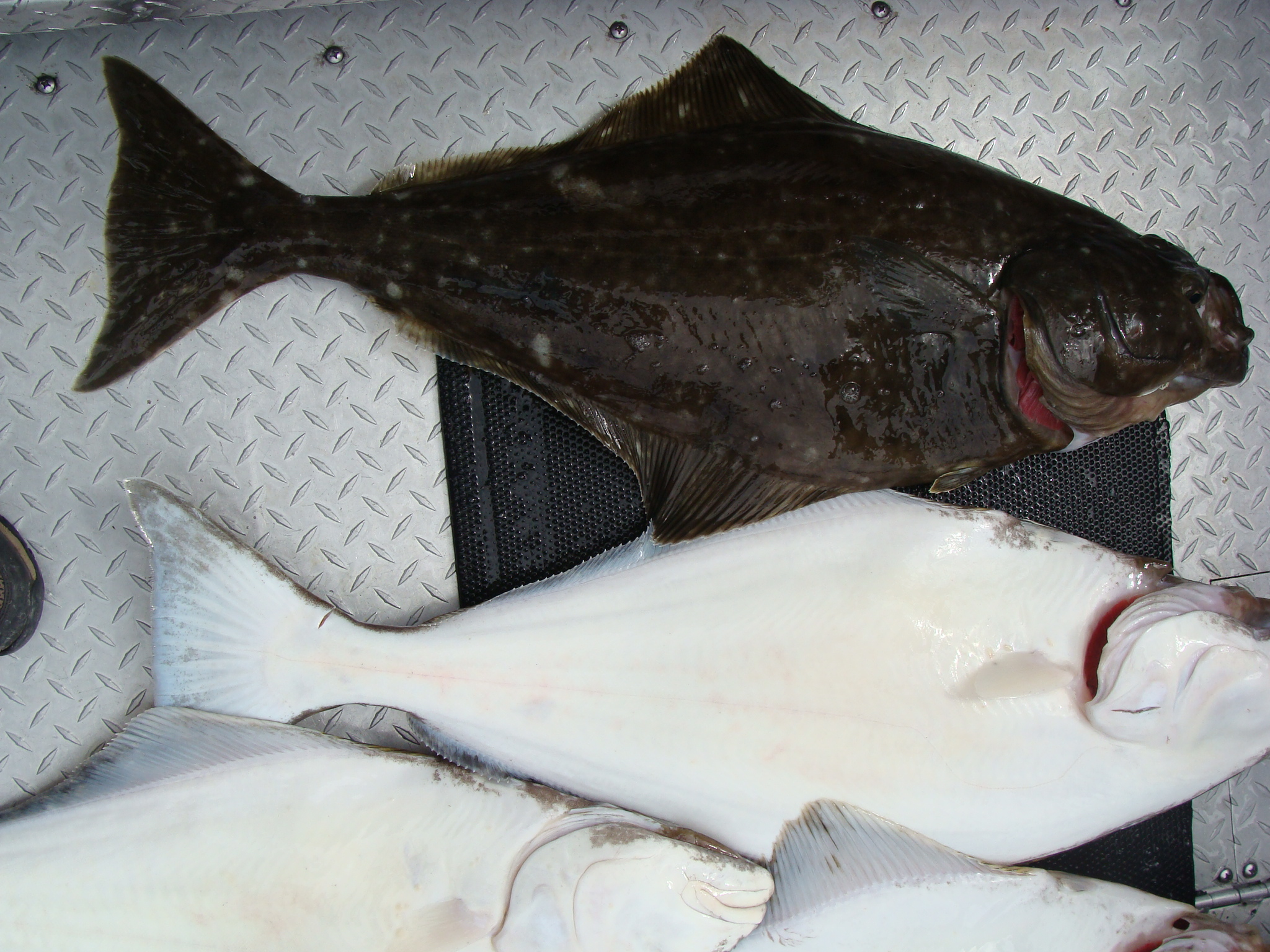
يميل الهلبوت إلى اللون البني المزركش على جانب وجهه العلوي وإلى البياض على جانبه السفلي.

الهَلْبوت هو سمك مفلطح، من جنس هيبوجلوسوس (Hippoglossus)، من فصيلة الأسماك المفلطحة يمينية العيون (بلورنيكتيداي) (Pleuronectidae). وتسمى الأسماك المفلطحة الأخرى أيضًا بالهلبوت يشتق الاسم من كلمتي haly (مقدس) وbutt (سمك مفلطح)، ويرجع ذلك لشعبيته في الأيام الكاثوليكية المقدسة. الهلبوت من الأسماك القاعية والتي تعيش في شمال المحيط الهادئ وشمال الأطلسي. تحظى بمكانة عالية على قائمة الأغذية السمكية.

## المواصفات الفيزيائية
تعد سمكة الهلبوت أكبر سمكة مفلطحة، بمتوسط حجم 11–13.5 كيلو غرام 24–30 أونصة، وتفيد التقارير أنه قد تم اصطياد سمكة يصل حجمها إلى 333 كيلو غرام (730 أونصة؛ وأكبر سمكة تم تسجيل اصطيادها مؤخرًا تصل إلى 245 كـغ (540 رطل) وتم اصطيادها من ساحل النرويج الشمالي ويبلغ طولها 2.5 م (8.2 قدم)  وهي رمادية اللون تميل إلى السواد في جانبها العلوي ولها بطن بيضاء تميل للصفرة ولها حراشف صغيرة لا ترى بالعين المجردة ومختبئة في جلدها. وعند الولادة، يكون لها عين في كل جانب من جوانب رأسها، وتسبح كسمك السلمون. وبعد ستة أشهر، تنتقل عين من الأعين إلى الجانب الآخر، وتجعلها تشبه شكل السمك المفلطح. وفي نفس الوقت، يعتم الجانب الموجود فيه العين الثابتة ليلائم الجانب الأعلى، بينما يبقى الجانب الآخر محتفظًا بلونه الأبيض. يقوم نسق الألوان هذا على إخفاء الهلبوت من أعلى (فيمزجه مع لون قاع المحيط) كما يخفيه من أسفل (فيمزجه مع ضوء السماء) ويعرف باسم الظل المعكوس (Countershading).

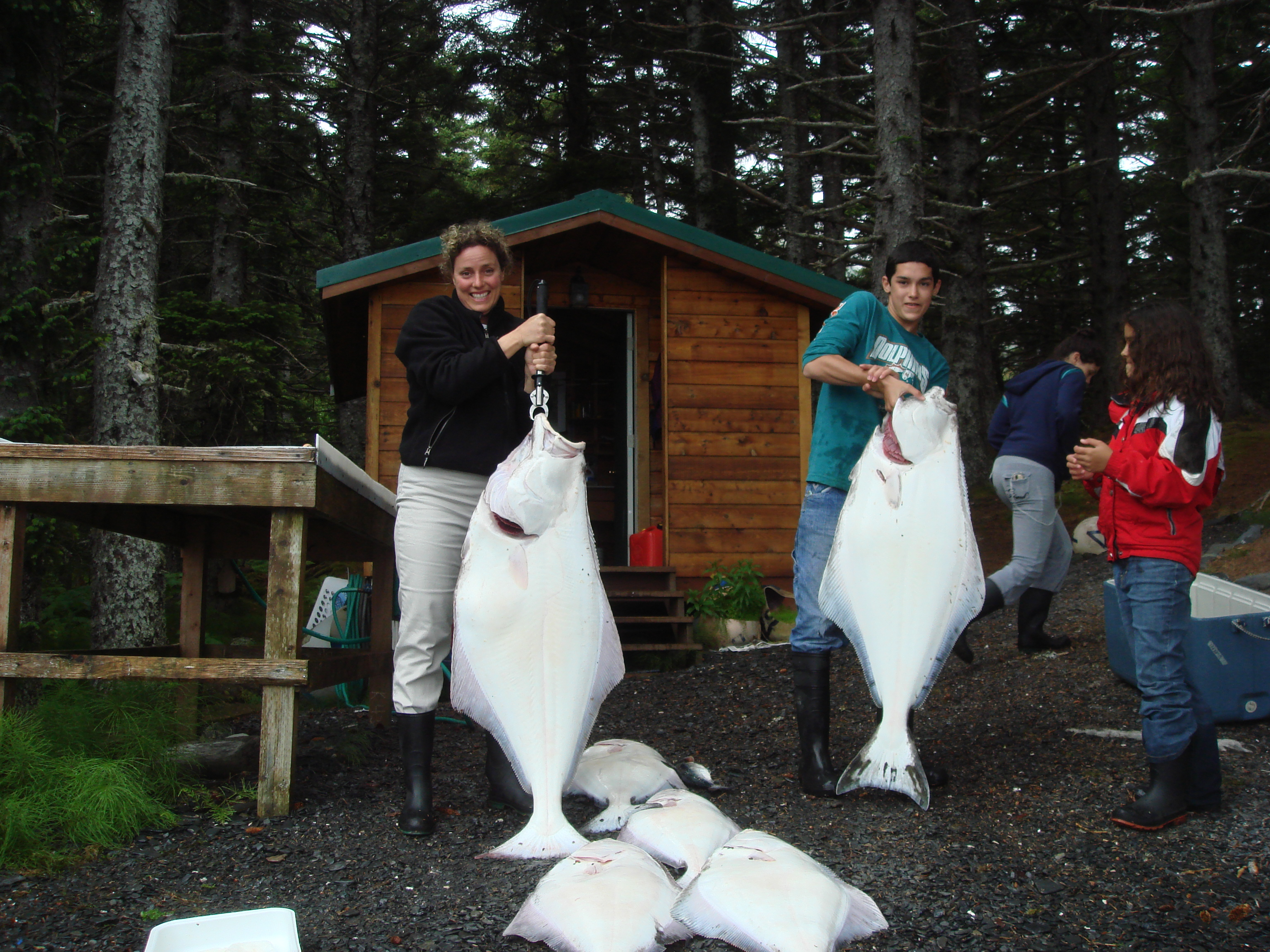
سمك هلبوت تم اصطياده من ساحل جزيرة راسبري، ألاسكا في 2007: يصل حجم السمكتان اللتان تم اصطيادهما إلى

## النظام الغذائي
يتغذى الهلبوت تقريبًا على أي حيوان يستوعبه فمه. ويتغذى الهلبوت الصغير على القشريات الصغيرة وغيرها من الكائنات الحية التي تعيش في القاع. ومن ضمن الحيوانات التي تحويها بطونه سمك الساند لانس (sand lance)، والأخطبوط، والسلطعون، والسلمون، والسرطان الناسك، سمك الجلكي، سمك سكلبين، سمك القد، سمك البلوق، سمك الرنجة، وسمك الفلاوندر، كما يأكل أيضًا سمك الهلبوت الآخر. يعيش الهلبوت على عمق يتراوح من بضعة أمتار إلى مئات الأمتار، وبالرغم من أنه يقضي معظم أوقاته بالقرب من القاع، ومن الممكن أن يتحرك الهلبوت بداخل عمود المياه لكي يتغذى. وفي معظم الأنظمة البيئية، يكون الهلبوت بالقرب من أعلى السلسلة الغذائية البحرية. في شمال المحيط الهادئ، من الحيوانات المفترسة الشائعة أسد البحر (Eumetopias jubatus)، والحوت القاتل (Orcinus orca)، وسمك قرش السلمون (Lamna ditropis).

## مصائد أسماك الهلبوت
ترجع مصائد شمال المحيط الهادئ التجارية لصيد الهلبوت إلى القرن التاسع عشر واليوم تعد واحدة من أكبر مصائد المنطقة وأكثرها إثمارًا. وفي المياه الأمريكية والكندية، يسيطر استخدام الصيد بالخيط الطويل، تستخدم قطع من لحم الأخطبوط («سمك الشيطان») أو طُعم آخر في سنانير مستديرة متصلة بمسافات منتظمة من الخيط الموزون الذي يمكنه الامتداد لعدة أميال عبر القاع. وتقوم سفن الصيد باستعادة الخيوط بعد عدة ساعات من اليوم الواحد. وتأثير معدات الخيط الطويل على السكان قلما يستطاع فهمه، ولكنه من الممكن أن يتضمن اضطراب في الرسوبيات، وهياكل القاع، والهياكل الأخرى.
تعتبر الإدارة الدولية ضرورة، لأن ذلك الجنس يشغل مساحات من مياه الولايات المتحدة، وكندا، وروسيا، ومن المحتمل انضمام اليابان إليها (حيث إن ذلك الجنس معروف لليابانيين باسم الأوهيو (ohyo)، ويكبر ذلك الجنس ببطء. لايتكاثر الهلبوت حتى يصل لسن الثامنة، عندما يصل طوله إلى 30 بوصة (76 سـم)، لذا فالصيد التجاري للهلبوت الأقل من ذلك العمر يمنع من التزاوج ويخالف التعليمات الأمريكية والكندية التي تساند الاستدامة. تدير المفوضية الدولية لصيد الهلبوت في المحيط الهادئ عملية صيد الهلبوت في المحيط الهادئ.
وبالنسبة لمعظم العصر الحديث، فإن مصائد الهلبوت تدار باعتبارها مسابقة للعدائين. أعلن المنظمون نظام الخانات الوقتية عندما سمح بالصيد (عادة 24-48 ساعة في المرة) ويتسابق الصياديون لصيد ما يستطيعون من الباوندات في تلك المسافات. استوعب ذلك الاتجاه مشاركات غير محدودة في المصائد بينما سمح للمنظمين بالتحكم في كمية الأسماك التي يتم اصطيادها سنويًا عن طريق التحكم في عدد الفتحات وتوقيتاتها. كما أدى ذلك الاتجاه للصيد غير الآمن، حيث إن مواعيد الفتحات كان تقرر قبل معرفة الظروف الطقسية، مما يجبر الصيادين على مغادرة الميناء بغض النظر عن الطقس. وحدد ذلك الاتجاه استخدام الأسواق للهلبوت الطازج لعدة أسابيع في العام، عندما يدفع تكدس المخزون الصيادين إلى تخفيض الأسعار.

### حصص الصيد الفردية
في عام 1995، خصص منظمو الولايات المتحدة حصص صيد فردية (IFQs) للمشاركين الحاليين في المصائد بناءً على كمية الصيد التاريخية الموثقة لدى كل سفينة صيد. ضمنت حصص الصيد الفردية نسبة محددة لـ مجموع الصيد المسموح به (TAC) سنويًا. موسم الصيد يصل إلى تسعة أشهر. نظام حصص الصيد الفردية حسّن كلاً من الأمن وجودة المنتج عن طريق توفير التدفق المستمر لسمك الهلبوت الطازج للأسواق. واقترح منتقدو النظام أنه بما أن حاملي الحصص يستطيعون بيع حصصهم، وبما أن السمك يعد موردًا عامًا، فإن نظام حصص الصيد الفردية يمنح المورد العام للقطاع الخاص. كانت تدار المصائد عن طريق اتفاقية بين الولايات المتحدة وكندا وفقًا لتوصيات المفوضية الدولية لصيد الهلبوت في المحيط الهادئ، التي شكلت عام 1923.
ظهرت بشكل ملحوظ المصائد المائية في ألاسكا وكولومبيا البريطانية، حيث يكون الهلبوت لعبة جوائز وسمك غذائي. يستخدم الصيادون الرياضيون قضبان وبكرات كبيرة مع خيط 80–150 باوند (36–68 كيلو غرام وغالبًا ما يكون الطعم هو سمك الرنجة، أو الجيغ الكبيرة، أو رؤوس السلمون الكاملة. يتميز سمك الهلبوت بقوته فيقاتل بحثاثة إذا تم تعريضه للهواء. بينما تسحب الأسماك الأصغر حجمًا عادةً على السطح بواسطة رمح ويمكن أن تضرب أو حتى تلكم على الرأس من أجل منعها من التقلب على سطح السفينة. وفي كل من المصائد التجارية والرياضية، من الإجراءات المعيارية ضرب الهلبوت الكبير الذي يصل وزنه إلى 150–200 باوند (68–91 كيلو غرام أو كبحه قبل الهبوط به على السطح. وتعد مصائد ألاسكا الرياضية عنصرًا من الاقتصاد السياحي للولاية.

## الهلبوت بوصفه غذاء

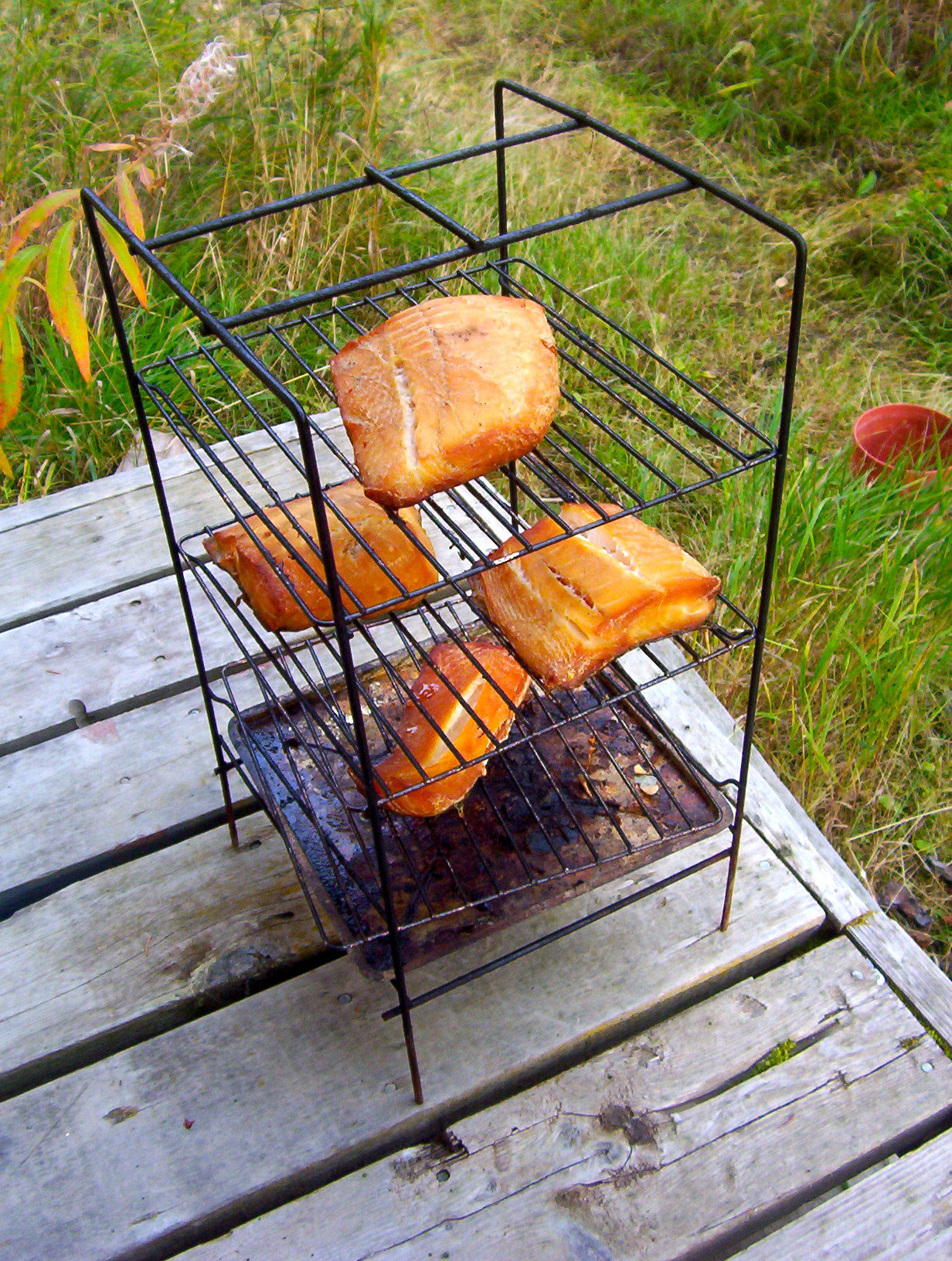
المدخن الساخن هلبوت المحيط الهادئ

غالبًا ما يُحمَّر الهلبوت، أو يقلى في زيت غزير، أو يشوى وهو طازج. ويعد الشوي أصعب مع لحم الهلبوت أكثر من لحم السلمون، بسبب قلة المحتوى الدهني فيه. عندما يؤكل طازجًا، يكون طعم اللحم نظيفًا ولا يتطلب إلا القيل من التتبيل. ويعرف الهلبوت بقوامه المتماسك الشديد.
سمك الهلبوت له أهمية تاريخية باعتباره مصدر غذائي لدى الأمريكيين الأصليين، والأمم الأولى لكندا، واستمرت لتكون العنصر الأساسي للعديد من المجتمعات ساحلية المؤن. ويعد استيعاب المصالح التنافسية للمستخدمين كالتجارة، والرياضة، والمؤنة أمرًا صعبًا.
ويقل تعداد ذلك الجنس في المحيط الأطلنطي بسبب الصيد الجائر، ومن الممكن أن يعلن بوصفه جنس معرض لخطر الانقراض. وحسب رقابة المأكولات البحرية، فإنه على المستهلكين تجنب الهلبوت الأطلنطي. معظم الهلبوت الذي يتم تناوله في الساحل الشرقي للولايات المتحدة من المحيط الهادئ.
وفي عام 2012، أوردت تقارير الصيادين الرياضيين في جزيرة كوك ازدياد حالات تعرف باسم «متلازمة الهلبوت الغض». كان لحم السمك المصاب أشبه بملمس «الجيلي». وعندما يتم طهيها لا تتورق كعادتها بل تنهار. ومع ذلك فإنه من الآمن تمامًا تناوله إلا أن مظهرها وملمسها لا يعدان مشهيان. والسبب الدقيق لتلك الحالة غير معروف إلا أنه يمكن أن يكون متصلاً بتغير النظام الغذائي.

## أنواع من جنسهيبوجلوسوس
- الهلبوت الأطلنطي، إتش. هيبوجلوسوس

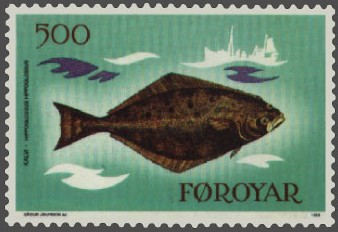
الهلبوت الأطلنطي (هيبوجلوسوس هيبوجلوسوس) على طابع فارو

- هلبوت المحيط الهادئ، إتش. ستينوليبس

## أحيانًا تسمى أنواعًا أخرى «الهلبوت»
- من نفس العائلة (بلورنيكتيداي) الخاصة بالهلبوت الأصلي
  - كاماشتاك فلاوندر، (Kamchatka flounder) Atheresthes evermanni – تسمى أحيانًا «الهلبوت ذو السن السهمي»(arrowtooth halibut)
  - الفلاوندر مستدير الأنف، Eopsetta grigorjewi – يسمى غالبًا «الهلبوت الموشج» (shotted halibut)
  - سمك الترس بجرين لاند، Reinhardtius hippoglossoides – غالبًا تسمى «هلبوت جرين لاند»
  - الهلبوت المنقط، Verasper variegatus
- فصيلة مفلطحيات كبيرة الأسنان
  - فلاوندر كاليفورنيا، Paralichthys californicus – أحيانًا يسمى «هلبوت كاليفورنيا»
  - فلاوندر الزيتون، Paralichthys olivaceus – أحيانًا يسمى «هلبوت زائف»
- عائلة بستوديديا (Psettodidae)
  - الترس الشوكي الهندي – أحيانٍا يسمى «الهلبوت الهندي»
- عائلة شيميات (عائلة جاك، ليست سمكة مفلطحة)
  - سمك الزبيدي الأسود، Parastromateus niger – يسمى أحيانًا «الهلبوت الأسترالي»

## كتابات أخرى
- Clover, Charles. 2004. The End of the Line: How overfishing is changing the world and what we eat. Ebury Press, London. ISBN 0-09-189780-7
- قاموس أكسفورد الإنجليزي، second edition, ed. John Simpson and Edmund Weiner, Clarendon Press, 1989, ISBN 0-19-861186-2.
- "FishWatch – Pacific Halibut." NOAA :: National Marine Fisheries Service. Web. 14 Dec. 2010. <http://www.nmfs.noaa.gov/fishwatch/species/pacific_halibut.htm>.

## وصلات خارجية
- International Pacific Halibut Commission
- Alaska Department of Fish & Game